# Matías Escudero
Matías Andrés Escudero (San Luis, Argentina, 15 de diciembre de 1988) es un futbolista argentino. Juega de defensor y actualmente juega en Club Atlético Güemes de la Segunda división Argentina

## Trayectoria

### Nueva Chicago
Escudero es un futbolista surgido de la cantera del Club Atlético Nueva Chicago que debutó en el año 2009. Desde allí, empezó a afirmarse hasta convertirse en un defensor primordial. Ya en el 2011, era titular, junto a Leandro Testa y Ariel Coronel en la defensa verdinegra. Sin embargo siempre fue asediado por distintas lesiones.
Para la temporada 2011/12, Escudero fue un pilar toda esa temporada convirtiendo a su defensa como una de las mejores a lo largo del campeonato. Logró ascender a la Primera B Nacional ganándole a Chacarita Juniors en un partido histórico. Lamentablemente, en ese encuentro, sufrió una rotura de ligamentos que lo mantuvo más 6 meses fuera de las canchas.
Lamentablemente, cuando le restaban pocas semanas para volver a las canchas, Escudero sufrió una rotura de meniscos que lo mantuvo 30 días más alejado de la actividad deportiva. Recién el 21 de febrero de 2013 logró volver a entrenarse a la par del plantel. Y volvió a las canchas frente a Rosario Central en la derrota de su equipo por 2 a 1. Finalmente, su equipo descendió a la tercera división del fútbol argentino, pero el decidió quedarse en la institución.
Para la temporada 2013/14, Escudero volvió a ser fundamental para su equipo, que logró consagrarse campeón del torneo. Jugó 36 partidos (contando el de Copa Argentina). Junto a German Lanaro, conformaron una de las mejores zagas centrales de la categoría.
Luego del ascenso, Chicago se tenía que armar para afrontar el torneo de la Primera B Nacional. Escudero fue un pilar en la defensa de su equipo, jugando en 21 partidos y convirtiendo 2 goles, uno frente a Douglas Haig y el otro frente a Guaraní Antonio Franco. Nueva Chicago logró el ascenso a la Primera División del fútbol argentino y Escudero fue el único jugador del plantel que disputó todos los partidos de su equipo en el campeonato.

### Palestino
En enero de 2015 rescinde su contrato con Nueva Chicago y se hace oficial su traspaso al Club Deportivo Palestino de la Primera División de Chile hasta el mes de diciembre de 2015. El entrenador Pablo Guede, quien ya lo había dirigido en su anterior club, fue quien pidió al club chileno que lo contratara para volver a formar la dupla defensiva con German Lanaro.
Palestino clasificó, luego de 35 años, a la edición 2015 de la Copa Libertadores, suceso impensado en Chile hasta la llegada del entrenador Pablo Guede y de su armado del plantel. Pese a quedar eliminado en la fase de grupos, donde enfrentó a Boca Juniors, Montevideo Wanderers y Zamora, Palestino fue muy reconocido en todo el continente por su estilo ofensivo. Escudero disputó 4 partidos con Palestino en la Copa Libertadores 2015, teniendo más continuidad en el torneo local.

### San Martín de San Juan
A principios de 2016, el defensor firmó contrato con el Club Atlético San Martín de San Juan. Esta sería la primera experiencia en la Primera División de Argentina en su carrera.

## Clubes
| Club                   | País      | Año           |
| ---------------------- | --------- | ------------- |
| Nueva Chicago          | Argentina | 2009 - 2014   |
| Palestino              | Chile     | 2015          |
| San Martín de San Juan | Argentina | 2016-2018     |
| Patronato              | Argentina | 2018-2020     |
| San Martín de San Juan | Argentina | 2022-presente |

## Estadísticas
| Club                             | Temporada           | Liga  | Liga  | Copa Nac.1 | Copa Nac.1 | Copa Inter. | Copa Inter. | Total | Total |
| Club                             | Temporada           | Part. | Goles | Part.      | Goles      | Part.       | Goles       | Part. | Goles |
| -------------------------------- | ------------------- | ----- | ----- | ---------- | ---------- | ----------- | ----------- | ----- | ----- |
| Nueva Chicago Argentina          | 2008/09             | 5     | 0     | -          | -          | -           | -           | 5     | 0     |
| Nueva Chicago Argentina          | 2009/10             | 20    | 1     | -          | -          | -           | -           | 20    | 1     |
| Nueva Chicago Argentina          | 2010/11             | 38    | 1     | -          | -          | -           | -           | 38    | 1     |
| Nueva Chicago Argentina          | 2011/12             | 27    | 0     | 1          | 0          | -           | -           | 28    | 0     |
| Nueva Chicago Argentina          | 2012/13             | 2     | 0     | -          | -          | -           | -           | 2     | 0     |
| Nueva Chicago Argentina          | 2013/14             | 35    | 1     | 1          | 0          | -           | -           | 36    | 1     |
| Nueva Chicago Argentina          | 2014                | 22    | 2     | -          | -          | -           | -           | 22    | 2     |
| Nueva Chicago Argentina          | 2020                | 4     | 0     | -          | -          | -           | -           | 4     | 0     |
| Nueva Chicago Argentina          | Total Chicago       | 153   | 5     | 2          | 0          | -           | -           | 155   | 5     |
| Palestino · Chile                | 2015                | 15    | 0     | -          | -          | 4           | 0           | 19    | 0     |
| Palestino · Chile                | Total Palestino     | 15    | 0     | 0          | 0          | -           | -           | 19    | 0     |
| San Martín de San Juan Argentina | 2016                | 8     | 1     | -          | -          | -           | -           | 8     | 1     |
| San Martín de San Juan Argentina | 2016/17             | 23    | 0     | -          | -          | -           | -           | 23    | 0     |
| San Martín de San Juan Argentina | 2017/18             | 22    | 1     | -          | -          | -           | -           | 22    | 1     |
| San Martín de San Juan Argentina | Total San Martín    | 53    | 2     | 0          | 0          | -           | -           | 53    | 2     |
| Patronato de Paraná Argentina    | 2018/19             | 12    | 0     | 2          | -          | -           | -           | 14    | 0     |
| Patronato de Paraná Argentina    | 2019/20             | 10    | 0     | 1          | -          | -           | -           | 11    | 0     |
| Patronato de Paraná Argentina    | Total Patronato     | 22    | 0     | 3          | 0          | -           | -           | 25    | 0     |
| Total en su carrera              | Total en su carrera | 243   | 7     | 5          | 0          | 4           | 0           | 252   | 7     |
| Última actualización: 10.08.20   |                     |       |       |            |            |             |             |       |       |

## Palmarés
| Club          | Campeonato                 | País      | Año         |
| ------------- | -------------------------- | --------- | ----------- |
| Nueva Chicago | Ascenso a B Nacional       | Argentina | 2011 - 2012 |
| Nueva Chicago | B Metropolitana            | Argentina | 2013 - 2014 |
| Nueva Chicago | Ascenso a Primera División | Argentina | 2014        |